# Xian de Jingxing
Le xian de Jingxing (井陉县 ; pinyin : Jǐngxíng Xiàn) est un district administratif de la province du Hebei en Chine. Il est placé sous la juridiction de la ville-préfecture de Shijiazhuang.

## Géographie
Le Mont Cangyan est situé sur le xian.

## Démographie
La population du district était de 328 121 habitants en 1999.